# Chiller (canal de televisión)
Chiller fue una cadena de televisión especializada en terror, thriller y suspenso.
En febrero de 2015, 38.820.000 hogares estadounidenses (33,4% de los hogares con televisión) recibieron Chiller.

## Historia
El 12 de enero de 2007, NBCUniversal anunció su intención de poner en marcha Chiller el 1 de marzo, dedicado a películas y programas de televisión relacionados con el género de terror. La compañía también indicó que, aparte de sus propios contenidos, Chiller contaría con el contenido de la competencia de estudios de películas, incluyendo Lionsgate, Sony, Warner Bros., y 20th Century Fox. En febrero de 2007, The 101, el canal 101 de DirecTV, se emitió una "vista previa" de Chiller, con los episodios piloto de Twin Peaks y American Gothic, así como varias películas de terror y programas. Sleuth, la cadena con temas de misterio de NBC/Universal, emitió un maratón de películas de catorce horas titulado "Chiller On Sleuth" para promover el lanzamiento de Chiller. El canal lanzó oficialmente a las 6:00 a. m. hora del Este/5: 00 a. m. del central el 1 de marzo. Después de una breve introducción al canal, Chiller emitió su primer programa, Alfred Hitchcock Presents.
El 1 de febrero de 2017, Dish Network retira el canal desde su alineación. Spectrum eliminó el canal desde su alineación a nivel nacional el 25 de abril. El canal cesa sus transmisiones el 31 de diciembre de 2017.

## Programación

### Originales
El 17 de diciembre de 2010, se estrenó Chiller 13: The Decade's Scariest Movie Moments. El especial contó con un diverso grupo de genios de la cultura pop y expertos en película de terror mirando hacia atrás en el top 13 de momentos de películas de miedo entre 2000 y 2010. Los participantes del evento incluyen el reconocido supervisor de efectos especiales del maquillaje Greg Nicotero (The Walking Dead), los comediantes Dan Gurewitch & David Young (collegehumor), la actriz Betsy Russell (de Saw), el guionista Steve Niles, Tony Todd director de cine de terror Lucky McKee, entre otros. En octubre de 2011, Chiller continuó la franquicia con Chiller 13: Horror's Creepiest Kids.
En diciembre de 2011, Chiller estrenó su primera película original titulada Steve Niles' Remains, basado en el cómic book de IDW Publishing por Steve Niles y Kieron Dwyer.
El 4 de marzo de 2016, Chiller estrenó su primera serie original de televisión titulado Slasher.

### Programas adquiridos
La programación de Chiller incluye películas de género, series internacionales (Afterlife, Apparitions, Tokyo Majin), programas sin guion (Fear Factor), y programas de antología (Masters of Horror). La red no utiliza un programa semanal tradicional o programación diaria; varios episodios de la misma serie se muestran secuencialmente en días específicos del mes.

### Dare 2 Direct Film Festivals
En octubre de 2007, Chiller anunció su "Dare 2 Direct Film Festival" que se estrena en las noches de Halloween. Los espectadores suben 300 cortometrajes y a los ganadores se les dará la oportunidad de emitir su cortometraje en televisión.
Chiller renovó Dare 2 Direct Film Festival en 2008, que se emitió en la noche de Halloween. El canal estrenó webisodios de una película original, "The Hills Are Alive" de Tim Burton y Caroline Thompson (coguionista de Tim Burton's Corpse Bride y Edward Scissorhands) en julio en chillertv.com, y se emitió la película completa como su primera película original en octubre.

## Chiller Films
Chiller Films es una compañía de distribución de películas de Estados Unidos en la ciudad de Nueva York que se especializa en la liberación de películas de terror y suspenso independientes. Se puso en marcha en 2013 que le da a Chiller una selecta película un estreno limitado y distribución en VOD a nivel nacional. Es una rama de la cadena de televisión Chiller, que es propiedad de NBCUniversal. Chiller Films utiliza una estrategia de liberación del día y la fecha, lo que da a sus películas un estreno limitado en cines además de una liberación simultánea de VOD en todo el país.
| Título           | Año  | Production Co.                              |
| ---------------- | ---- | ------------------------------------------- |
| Beneath          | 2013 | Glass Eye Pix                               |
| The Monkey's Paw | 2013 | TMP Films                                   |
| Animal           | 2014 | Flower Films Synthetic Cinema International |
| The Boy          | 2015 | SpectreVision                               |
| SiREN            | 2016 | Studio71                                    |